# Кейта, Салиф
Салиф Кейта (р. 25 августа 1949 года) — малийский певец, автор и сольный исполнитель песен в жанре музыки афро-поп. Он известен не только ввиду данной ему музыкальными критиками репутации «Золотого Голоса Африки», но и по причине того, что он является альбиносом и является прямым потомком основателя империи Мали, Сундиаты Кейты. Его королевское происхождение означает, что, если бы кастовая система Мали действовала до сих пор, он никогда бы не стал певцом, так как в этой системе эта роль была отведена гриотам.

## Ранняя жизнь
Салиф Кейта родился в селе Джолиба в бедной крестьянской семье, несмотря на знатное происхождение. Он был изгнан своей семьёй и отвергнут деревенским сообществом из-за своего альбинизма, который считается признаком несчастья в культуре народа мандинка. Кроме того, его желание заниматься музыкой противоречило его формальному статусу благородного человека. Вынужденно покинув Джолибу, он отправился в Бамако, столицу страны, в 1967 году, где в течение двух лет выступал как певец в ночных клубах, а затем присоединился к спонсируемому правительством музыкальному коллективу Super Rail Band de Bamako , игравшему музыку в смешанном стиле, сочетавшем черты традиционной музыки мандинго и афро-карибских стилей. В 1973 году Кейта присоединился к группе под названием Les Ambassadeurs. Кейта и Les Ambassadeurs из Мали во время политических волнений в стране в середине 1970-х годов в Абиджан, тогдашнюю столицу Берега Слоновой Кости (ныне Кот-д’Ивуар, и затем изменили название группы на Les Ambassadeurs Internationaux. Репутация Les Ambassadeurs Internationaux поднялась на международном уровне в 1970 и в 1977 году. Кейта получил национальный орден от президента Гвинеи Секу Туре.

## Карьера
Кейта переехал в Париж в 1984 году, чтобы иметь возможность выступать перед более широкой аудиторией. Его музыка сочетает в себе традиционные западноафриканские (мандингские) музыкальные стили с влиянием музыки как Европы, так и Америки (джаз, ритм-и-блюз), сохраняя при этом в целом исламский стиль. Музыкальные инструменты, которые обычно задействует в своей работе Кейта, включают балафоны, джембе, гитары, коры, органы, саксофоны и синтезаторы; часто они используются в необычных комбинациях для создания «фирменного» звучания.
Кейта получил успех в Европе как одна из африканских звёзд мировой музыки, но его работу иногда критиковали за излишнюю вычурность его концертов и неравноценное качество выступлений. Его дебютным альбом в Европе стал альбом Soro (1987), сочетавший в себе элементы американского и европейского рока, поп-музыки, джаза, фанка, R&B, а также традиционной музыки мандинга, в первую очередь песен охотников. Из нескольких альбомов, выпущенных им в 1990-х годах, наиболее известен альбом Amen (1991). Вскоре после рубежа тысячелетий он вернулся в Бамако в Мали, чтобы жить и работать там. Его первая работа после возвращения домой, альбом Moffou 2002 года, был воспринят критиками как его лучший альбом в течение многих лет, и Кейта, ободрённый успехом, принял решение построить студию звукозаписи в Бамако, которую он использовал для записи своего альбома M’Bemba, выпущенного в октябре 2005 года. Для работы над альбомом он пригласил многих известных деятелей искусства, представлявших как африканские, так и неафриканские акустические школы.
Альбом La Différence, выпущенный в 2009 году, посвящён проблеме борьбы с предубеждениями и дискриминации в отношении детей-альбиносов в Западной Африке, что Кейта видит главной задачей своей жизни.
12 декабря 2004 года в Йоханнесбурге (Южная Африка) он получил премию Kora Awards за всю свою деятельность. Во время церемонии Victoires de la musique 2010 в марте 2010 года он получил награду Album musiques du monde de l’année.

## Политическая и общественная деятельность
В 2005 году Салиф Кейта создал Глобальный фонд Салифа Кейты, организацию, ставящую своей целью повышение осведомлённости общества в вопросах дискриминации людей-альбиносов и обеспечение их равных прав с другими людьми во всех обществах.
Салиф Кейта являлся кандидатом на парламентских выборах в Мали в 2007 году. Он занимал третью строку в списке, представленном на выборы Блоком за демократию и африканскую интеграцию. В настоящее время является, в том числе политическим агитатором одной из партий блока.
19 июля 2010 года Жан Пинг, председатель комитета Африканского союза в поддержку усилий Комиссии по урегулированию конфликтов и укреплению мира на континенте, назначил его послом мира.
В августе 2023 года Салиф Кейта был назначен советником главы хунты полковником Ассими Гоитой..

## Дискография
- Soro — 1987 — Mango
- Ko-Yan — 1989 — Mango
- Amen — 1991 — Mango
- Destiny of a Noble Outcast — 1991 — PolyGram
- 69-80 — 1994 — Sonodisc
- Folon — 1995 — Mango
- Rail Band — 1996 — Melodie
- Seydou Bathili — 1997 — Sonodisc
- Papa — 1999 — Blue Note
- Mama — 2000 — Capitol
- The Best of Salif Keita — 2001 — Wrasse Records
- Sosie — 2001 — Mellemfolkeligt
- Moffou — 2002 — Universal Jazz France
- The Best of the Early Years — 2002 — Wrasse Records
- Remixes from Moffou — 2004 — Universal Jazz France
- M'Bemba — 2005 — Universal Jazz France
- The Lost Album — 1980 (reissued 2005) — Cantos
- La Différence — 2009 — Emarcy[10]
- Talé — 2012

## Ссылка
- Биография (фр.)
- Opiyo Oloya interview with Salif Keita
- Banning Eyre interview with Salif Keita
- Статья в Encyclopedia Britannica.